# Усва
Усва (на руски: Усьва) е селище от градски тип в Русия, разположено в Гремячински район, Пермски край. Населението му към 1 януари 2018 година е 373 души.